# Rasmus Kolbe
Rasmus Kolbe (født i 1991 i Horsens), kendt som Lakserytteren, er en dansk influent, kreativ direktør og forfatter. Kolbe er en af Danmarks mest kendte influenter Han var tidligere det største danske navn på Snapchat, og er nu stor på YouTube med 80.000 abonnenter, Instagram med over 100.000 følgere og TikTok med 1 million følgere. Hans målgruppe er børn fra 8 til 12 år.
Kolbe er medstifter af børneappen Flimmer. Kolbe er tidligere kreativ direktør og partner i markedsføringsbureauet WeAreCube. Bureauet blev i september 2021 solgt til svenske Gigger Group (nu Syncro Group) for ca. 55 millioner danske kroner med mulighed for en forhøjelse hvis firmaet i 2021 nåede en omsætning på over 85 millioner kr. Han driver også en webshop.
Kolbe har lavet flere børnebøger, blandt andet to interaktive bøger i serien "Legender fra Odysïa".

## Opvækst
Kolbe er født i Horsens i 1991 og opvokset i Lund lidt nord for Horsens i en kernefamilie. Hans mor er revisor, og hans far er ingeniør. Som syv-årig begyndte han at gå på billedskole i Horsens, og som 17-årig vandt han danmarksmesterskaberne i tegning. Han fik en studentereksamen med et karaktergennemsnit på 12,3. Efter gymnasiet søgte han ind på Designskolen i Kolding men fik afslag og tog i stedet et år på højskole. Året efter blev han optaget på designskolen hvor han blev uddannet kommunikationsdesigner.

## Snapchat
Kolbe begyndte sin internet-karriere på Snapchat med brugernavnet Lakserytteren som er et tidligere spejdernavn. Han blev et stort navn på Snapchat i 2016. På højdepunktet havde hans videoer fra 100.000 til 160.000 daglige visninger. Senere fik en oplysningskampagne om covid-19 lavet i samarbejde med Lungeforeningen en million visninger på 48 timer. Også med Lungeforeningen laver han hvert år en tegnekonkurrence i forbindelse med Team Rynkebys årlige skoleløb.
Da Snapchats popularitet aftog, skiftede han til at bruge Youtube.

## Tv-optrædener
I 2019 lavede Kolbe en tv-serie om demokrati på TV 2 Lorry op til Folketingsvalget 2019.
Kolbe blev mere kendt blandt den voksne del af den danske befolkning da han i 2021 deltog i underholdningsprogrammet Vild med dans på TV 2 i 2021. Han dansede med Mille Funk.
I 2025 blev Kolbe en del af investorpanelet i den 10. sæson af forretnings-reality-TV-programmet Løvens Hule på DR.

## Privat
Kolbe bor sammen med to andre i et bofællesskab på Frederiksberg.

## Hæder
- Orla-prisen i kategorien Den sjoveste bog for Månebibliotekets forbandelse